# Un espíritu burlón
Un espíritu burlón (Blithe Spirit) es una obra de teatro en tres actos del dramaturgo británico Noël Coward; fue estrenada en 1941. Dos años antes, Enrique Jardiel Poncela había estrenado Un marido de ida y vuelta, comedia de argumento muy parecido.

## Argumento
Charles Condomine,  un novelista de éxito, quiere aprender acerca de las ciencias ocultas para una novela que está escribiendo, y para ello organiza una sesión de espiritismo en su casa con la excéntrica médium Madame Arcati, quien durante la sesión inadvertidamente convoca al espíritu de la primera esposa de Charles, Elvira, fallecida siete años atrás. Madame Arcati abandona la casa, sin ser consciente de lo que ha hecho. Sólo Charles puede ver y escuchar a Elvira, y su segunda esposa, Ruth, solo empieza a creer lo que está pasando cuando un vaso flotante llega a su mano. El fantasma de Elvira, por su parte, hace todo lo posible para desestabilizar el matrimonio actual de Charles. Finalmente sabotea su coche con la esperanza de matarlo para que puedan reunirse en el mundo de los espíritus, pero es Ruth en lugar de Charles, quien muere.
El fantasma de Ruth inmediatamente regresa para vengarse de Elvira, y aunque Charles no puede ver a su segunda esposa, sí es testigo de cómo Elvira es perseguida y atormentada. Llama a Madame Arcati para exorcizar ambos espíritus, pero en lugar esto, el resultado es la materialización de Ruth. 
Con sus dos esposas muertas pero plenamente visibles y furiosas, Charles, con la ayuda de Madame Arcati, fuerza nuevas sesiones de espiritismo y conjuros para que desparezcan, cosa que Madame Arcati finalmente consigue. Por consejo de la médium, Charles abandona la casa, y las dos fantasmas, frustradas y airadas, destrozan el lugar.

## Representaciones destacadas
- Manchester Opera House,[1] de Mánchester, en junio de 1941.
- Piccadilly Theatre, West End, Londres, 21 de julio de 1941.[2]
  - Intérpretes: Cecil Parker (Charles Condomine), Fay Compton (Ruth Condomine), Kay Hammond (Elvira Condomine), Margaret Rutherford (Madame Arcati).

- Morosco Theater, de Broadway, el 5 de noviembre de 1941.
  - Dirección: John C. Wilson.
  - Intérpretes: Leonora Corbett (Elvira), Mildred Natwick (Madame Arcati), Clifton Webb (Charles), Peggy Wood (Ruth).

- Teatro María Guerrero, de Madrid, en 1946.
  - Dirección: Luis Escobar.
  - Intérpretes: Guillermo Marín, Cándida Losada, Carmen Seco, Mercedes Alber, Rafael Bardem.[3]

- Globe Theatre, de Londres, en 1970.
  - Intérpretes: Amanda Reiss (Elvira), Beryl Reid (Madame Arcati), Patrick Cargill (Charles), Phyllis Calvert (Ruth).

- Royal National Theatre, de Londres, en 1976.
  - Dirección: Harold Pinter
  - Intérpretes: Maria Aitken  (Elvira), Elizabeth Spriggs (Madame Arcati), Rowena Cooper (Ruth), Richard Johnson  (Charles).

- Teatro Fígaro, de Madrid, en 1982.[4]
  - Intérpretes: Pedro Civera, Conchita Montes, Lilí Murati, María Silva, Yolanda Cembreros.

- Vaudeville Theatre , de Londres, en 1986.
  - Intérpretes: Joanna Lumley  (Elvira), Marcia Warren (Madame Arcati), Jane Asher (Ruth), Simon Cadell   (Charles).

- Neil Simon Theatre, de Broadway, en 1987.[5]
  - Dirección: Brian Murray.
  - Intérpretes: Blythe Danner (Elvira), Geraldine Page, remplazada por Patricia Conolly (Madame Arcati), Richard Chamberlain  (Charles), Judith Ivey (Ruth).

- Teatro Manzoni, de Milán, en 1992.
  - Dirección: Franco Però.
  - Intérprete principal: Benedicta Boccoli.

- Teatro Muñoz Seca, de Madrid, en 1998.[6]
  - Adaptación: José María Pou.
  - Dirección: Manuel Ángel Egea.
  - Intérpretes: Iñaki Miramón, María Isbert, Beatriz Santana, Laura Cepeda.

- Shubert Theatre, de Broadway, en el 2009.[7]
  - Dirección: Brian Murray.
  - Intérpretes: Christine Ebersole (Elvira), Angela Lansbury (Madame Arcati), Rupert Everett (Charles), Jayne Atkinson (Ruth).

- Teatro Fernán Gómez, Madrid, 2015.
  - Dirección: César Oliva Bernal .
  - Intérpretes: Berta Ojea, Quim Capdevila, Carla Hidalgo, Antonio Albella, Eva Torres, Lola Escribano y Esperanza Candela.

## Adaptaciones

### Cine
- Blithe Spirit (Reino Unido, 1945).
  - Dirección: David Lean.
  - Intérpretes: Rex Harrison (Charles), Constance Cummings (Ruth), Kay Hammond (Elvira), Margaret Rutherford (Madame Arcati).

### Televisión
- Blithe Spirit (Estados Unidos, WNBT New York City, 12 de mayo de 1946).
  - Intérpretes: Leonora Corbett (Evira), Estelle Winwood (Madame Arcati), Carol Goodner (Ruth), Philip Tonge (Charles Condomine).

- Blithe Spirit (Reino Unido, BBC, 26 de noviembre de 1948).
  - Intérpretes: Betty Ann Davies (Elvira), Frank Lawton (Charles), Beryl Measor (Madame Arcati), Marian Spencer (Ruth).

- Blithe Spirit (Estados Unidos, CBS, 14 de enero de 1956).
  - Intérpretes: Noel Coward (Charles), Claudette Colbert (Ruth), Lauren Bacall (Elvira), Mildred Natwick (Madame Arcati).

- Geisterkomödie (Alemania, Südwestfunk, 4 de febrero de 1962).
  - Intérpretes: Max Mairich (Charles), Susanne Korda (Ruth), Krista Keller (Elvira), Ebba Johannsen (Madame Arcati).

- Blithe Spirit (Estados Unidos, NBC, 7 de diciembre de 1966).
  - Intérpretes: Dirk Bogarde (Charles), Rachel Roberts (Ruth), Rosemary Harris (Elvira), Ruth Gordon (Madame Arcati).

- Vaimoni kummittelee (Finlandia, Mainostelevisio, 29 de abril de 1968).
  - Intérpretes: Leif Wager (Charles), Anita Sohlberg (Ruth), Rauha Rentola (Madame Arcati), Elli Castrén (Elvira).

- Un espíritu burlón (España, en Estudio 1, de TVE, el 22 de enero de 1970), según la adaptación de Gustavo Pérez Puig y con dirección suya. 
  - Intérpretes, por orden de intervención: Isabel Pisano, Ana M.ª Vidal, Jesús Puente, Tota Alba, Adriano Domínguez, Mari Carrillo y Maite Blasco.